# انتخابات الرئاسة الكازاخية 1999
انتخابات الرئاسة الكازاخية 1999 هي الانتخابات الرئاسية التي جرت في 10 يناير 1999، في كازاخستان، لانتخاب رئيس كازاخستان، فاز بالانتخابات نور سلطان نزارباييف.